# August-Dicke-Schule
Die August-Dicke-Schule (ADS) ist ein städtisches Gymnasium für Jungen und Mädchen in Solingen. Die Schule wurde 1873 gegründet. Seit 1932 ist sie in einem markanten Gebäude mit roter Backsteinfassade untergebracht, das unter Denkmalschutz steht.

## Geschichte

### Die Anfänge
Vor 1873 gab es in Solingen drei private Schulen für Mädchen. Die letzte von ihnen, die Cremersche Höhere Töchterschule, wurde geschlossen, als der Solinger Bürgermeister Gustav van Meenen entschied, eine öffentliche Höhere Töchterschule zu eröffnen. Die Genehmigung für die Gründung durch das Königreich Preußen erfolgte am 15. August 1873 an die Lehrerin Helene Thau. Einflussreiche Bürger der Stadt, darunter der Unternehmer Gustav Coppel, sagten eine finanzielle Unterstützung der Schule für vier Jahre zu. Der Unterricht für die zunächst 32 Schülerinnen fand im zweiten Stock in dem am Kirchplatz gelegenen Küllschen Bierlokal statt, bevor am 31. Mai 1875 das erste Schulgebäude, Hohe Gasse 6, eingeweiht werden konnte. Es wurde ein Schulgeld erhoben, und man war auf Spenden von Eltern und Gönnern angewiesen. Die Stadt Solingen weigerte sich beharrlich, Trägerschaft und Kosten für die Schule zu übernehmen, so dass Helene Thau und ihr Kollege Friedrich Hengstenberg diese schließlich 1881 verließen. Anschließend wurde die Trägerschaft von einem privaten Bürgerkreis übernommen. In den folgenden Jahren war die Führung der Schule von Auseinandersetzungen und hoher Fluktuation der Schülerinnen geprägt, von denen viele die Schule ohne Abschluss verließen.
Erst nach der Übernahme der Schule durch Schulleiter Max Friedrich 1894, der von einem Kuratorium unter Bürgermeister August Dicke unterstützt wurde, kam deren Entwicklung in ruhigere Bahnen. Friedrich initiierte Elternabende und bezog die Eltern in organisatorische Fragen mit ein. Die Schülerinnen wurden ermuntert, sich englische und US-amerikanische Brieffreundinnen zuzulegen, und es gab gemütliche Zusammenkünfte der Abschlussklassen mit ihren Lehrern. Ganz allgemein plädierte Friedrich für eine Öffnung der Schule gegenüber allen Schichten der Gesellschaft. Lateinunterricht durfte allerdings nicht erteilt werden, und ein Abschluss der Schule sicherte keine Berechtigung für eine weitergehende Ausbildung.
Ab 1888 war die Schule städtisch, und 1898 zog sie in das ehemalige Gebäude eines Knabengymnasiums an der Friedrichstraße. 1914 besuchten rund 400 Mädchen die Schule. 1926 wurde die Schule als Oberlyzeum anerkannt, und 1929 legten die ersten 14 Schülerinnen ihre Abiturprüfung ab. Weiterhin musste Schulgeld bezahlt werden, 240 Reichsmark im Jahr für Mädchen aus Solingen, für Auswärtige 300 Reichsmark, für Geschwisterkinder gab es Nachlässe. Angeschlossen waren eine Frauenschule und ein Technisches Seminar, eine Ausbildung zur Hauswirtschafts- und Handarbeitslehrerin sowie ein Ausbildungskurs für Kindergärtnerinnen. Immer wieder wurden Raumnot und schlechte hygienische Verhältnisse beklagt.

### Das neue Gebäude
Am 1. Juni 1927 wurde der Grundstein für das heutige Schulgebäude auf dem ehemaligen Gelände der St.-Sebastians-Schützen an der Schützenstraße südlich des I. Felds gelegt. Es war als Volksschule vorgesehen. Geplant wurde das Gebäude von dem Solinger Architekten Wilhelm Klein als 16-klassige Doppelvolksschule zur Unterbringung eines weltlichen und eines evangelischen Schulsystems von je acht Klassen. Ausgeführt wurde das Bauvorhaben von der Bauhütte des Solinger Spar- und Bauvereins. Die Bergische Zeitung kritisierte die Dimensionen der Schule: Es sei ein Bau geschaffen worden, „der bequem drei Systeme aufnehmen kann, für die aber in dem Schulbezirk kein Bedarf vorhanden ist“. Im Haupttrakt – 87 Meter lang und 19 Meter tief – waren die beiden Schulen mit eigenen Zugängen vollständig getrennt voneinander untergebracht. Rechts und links befanden sich Turnhallen, eine davon wurde später als Aula genutzt. Die Toiletten der weltlichen Volksschule hatten keine Türen, um den Kindern zu vermitteln, „daß sie sich bei der Verrichtung ihrer Bedürfnisse nicht zu schämen brauchen“, da es sich um eine Notwendigkeit wie „Essen und Trinken“ handele.
Die Schule wurde am 24. April 1930, zu Beginn des Schuljahres 1930/31, eingeweiht und nach August Dicke, dem Solinger Oberbürgermeister in den Jahren 1896 bis 1928, benannt. Die Architektur wurde als „massiv, viergeschossig im symmetrischen und gesteigerten Aufbau mit horizontaler und rhythmischer Gliederung; einfach, sachlich, funktional, mit imposanter Wirkung“ beschrieben. Anlässlich der Einweihung wurde das Schulgebäude in der Presse als „schönste Schule Westdeutschlands“ bezeichnet.
Aus wirtschaftlichen Gründen sah sich der SPD-Oberbürgermeister Josef Brisch in Folge der Weltwirtschaftskrise 1932 gezwungen, das Schulgebäude an den preußischen Staat zu verkaufen. Dadurch kam es zum Bruch zwischen Brisch und seiner Partei, weil der OB diese Entscheidung über die Köpfe der Stadtverordneten hinweg getroffen hatte und das Gebäude statt einer Volksschule, darunter eine weltliche, fortan das Mädchengymnasium beherbergen sollte. Das war ein „herber Schlag“ für die engagierte freie Schulbewegung. Im selben Jahr zog zu Ostern das Staatliche Mädchengymnasium ein. Der damalige Direktor Gustav Paschen kommentierte die neue Unterbringung begeistert: „Wir haben nun eine nahezu vollkommene Schule, herrlich gelegen, Licht, Luft und Sonne in Hülle und Fülle, wundervolle Aussicht auf das so wunderbar schöne Bergische Land. Aber auch im Innern ist alles fast vollendet schön und doch zugleich schlicht.“ Mit den Jahren setzte sich die Bezeichnung August-Dicke-Schule als gleichbedeutend mit dem Lyzeum für Mädchen durch.

### NS-Zeit und Weltkrieg
1932, so berichtete später eine Zeitzeugin, malten Schülerinnen ein Hakenkreuz an die Tafel und „verkündeten“, dies sei die „aufgehende Sonne“, während ihnen andere Mädchen entgegenhielten, es sei die „untergehende“. Schulleiter Paschen, ursprünglich ein Mann mit christlichen Grundsätzen, der sich auch als Presbyter engagierte, war schon vor dem 1. Januar 1933 in die NSDAP eingetreten und begrüßte die „Machtergreifung“ als „Beginn einer neuen Epoche“; auch andere Lehrer waren schon vor 1933 Mitglied in NS-Organisationen. Weitere Lehrer traten der Partei und anderen Organisationen bei, manche von ihnen unter dem Druck, ansonsten ihre Anstellung zu verlieren. Ab Mai 1933 wurde das Schulleben mit einer Flut von Verordnungen im NS-Sinne neu geregelt. Der Lesestoff der Schülerinnen wurde kontrolliert, und es wurden Bücher verbrannt. Möglichst viele Mädchen sollten nach dem Willen von Paschen Mitglied im BDM werden, ein Ziel, das 1935 mit 95 Prozent der Schülerinnenschaft erreicht wurde. Dies war Anlass, im Rahmen einer Feier auf dem Schulhof eine HJ-Fahne zu hissen, als einer der ersten Schulen in der Rheinprovinz, die das vorgegebene Ziel von 90 Prozent erreicht hatten.
Es gab nur wenige jüdische Schülerinnen an der August-Dicke-Schule, 1932 etwa waren es zwei Mädchen von insgesamt 420. In den Jahren 1935 und 1936 wurden drei jüdische Schülerinnen ohne Angabe von Gründen abgemeldet. Nach den Novemberpogromen 1938 wurden die beiden letzten verbliebenen jüdischen Mädchen von Paschen entlassen mit der Begründung „Jüdin!“ im Schulprotokoll. Gustav Paschen ging 1939 in Ruhestand, war aber bis zu seinem Tod im Jahr darauf als Kreis- und Ortsgruppenleiter der NSDAP aktiv. Unter seinem Nachfolger Hans Kahns „versachlichte“ sich die Schulleitung „deutlich“.
Während des Zweiten Weltkriegs wurden 1943 einige derjenigen Schülerinnen, die nicht schon von ihren Familien in Sicherheit gebracht worden waren, nach Apolda in Thüringen, später weitere Schülerinnen nach Oberhof evakuiert. Bei den Bombenangriffen am 4. und 5. November 1944 kam die Schule nur in Teilen zu Schaden, während nahezu die gesamte in der Nähe liegende Solinger Innenstadt zerstört wurde. Zu stärkeren Schäden kam es jedoch anschließend, weil das Dach des Schulgebäudes undicht geworden war und keine Fenster mehr vorhanden waren. Dennoch wurde sie von öffentlichen Diensten benutzt sowie zur Unterbringung von 400 ausländischen Zwangsarbeitern. Am 17. April 1945 marschierten die Amerikaner in Solingen ein und wiesen die Schule vorübergehend 1.500 italienischen Arbeitern als Quartier zu. Bis Oktober 1945 fand kein Unterricht statt.

### Nachkriegszeit bis heute

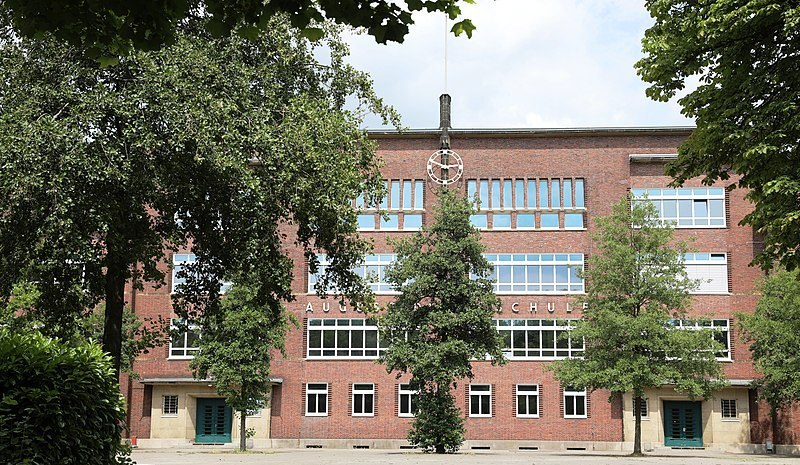
Fassade der August-Dicke-Schule im Jahr 2008

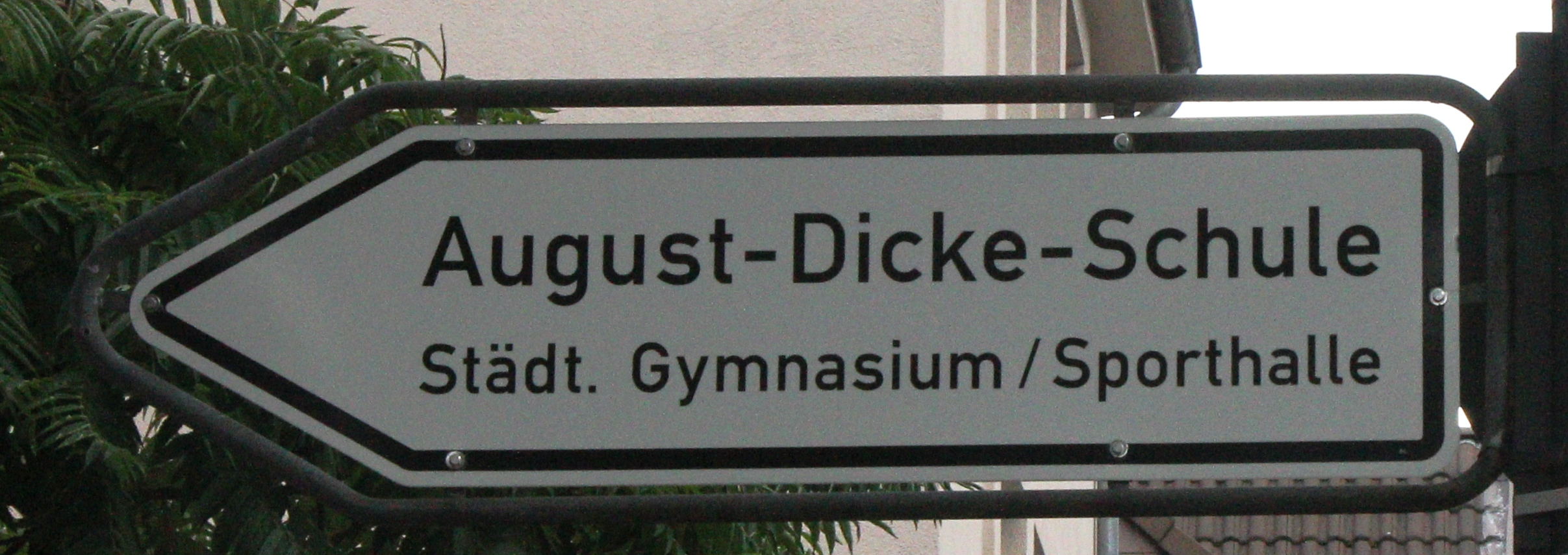
Wegweiser zur August-Dicke-Schule

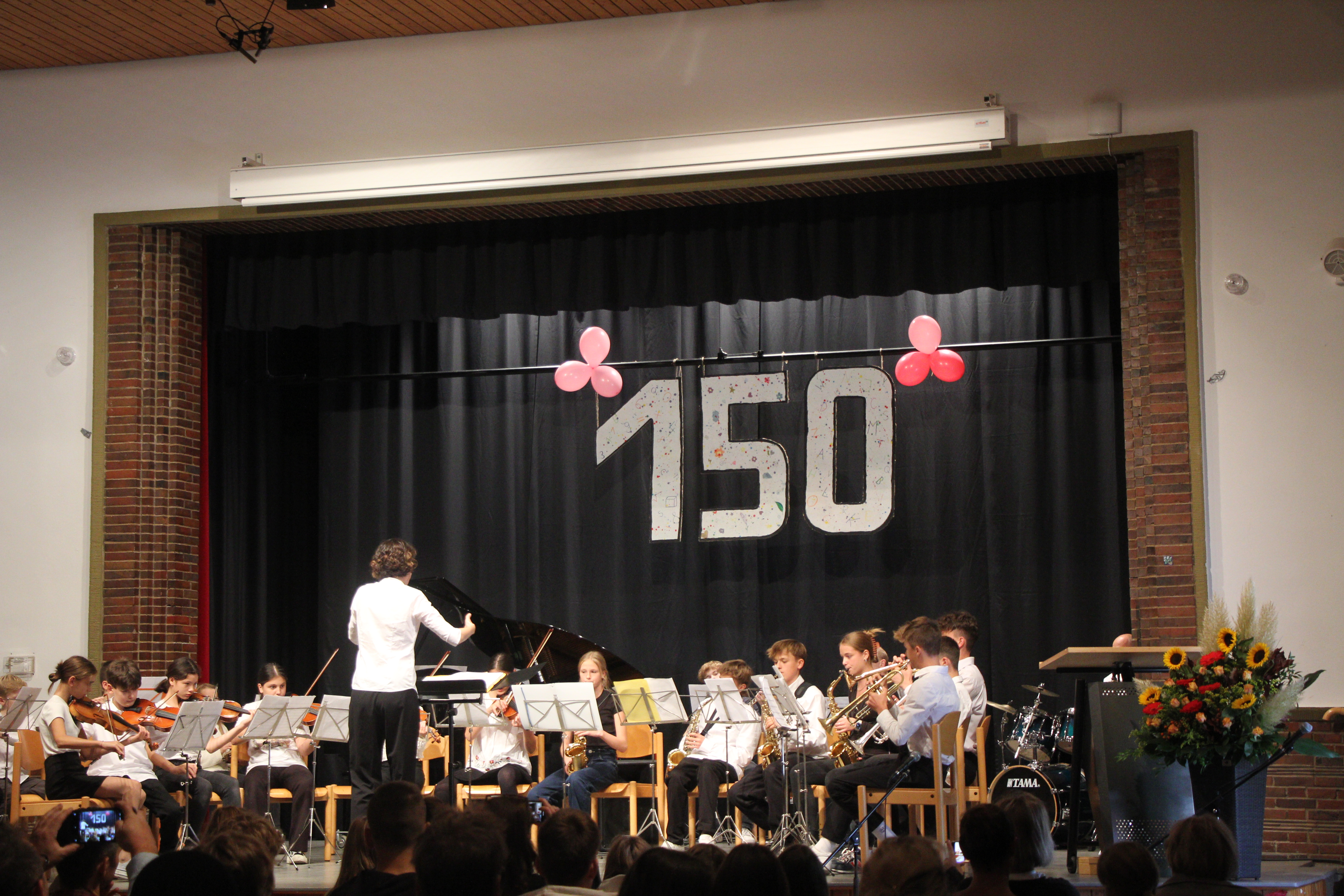
Feier zum 150. Geburtstag in der Aula

In der Nachkriegszeit wurde das Gebäude bis 1952 vom Gymnasium Schwertstraße für Jungen und der August-Dicke-Schule für Mädchen gleichzeitig genutzt, so dass Wechselunterricht – nachmittags oder vormittags – stattfinden musste.
1971 und 1972 verweigerten sich die Abiturientinnen althergebrachten Formen einer Abiturfeier mit Reden, Chor und Orchester. „Von Unfestlichkeit geprägt“ ließen sich einige Schülerinnen ihre Abiturzeugnisse formlos von Schuldirektor Max Schöler in dessen Büro überreichen; statt einer Feier gab es „Diskussion und Provokation“. Anschließend veröffentlichten die Abiturientinnen ein „Punkteprogramm 71“, in dessen Einleitung zu lesen war: „Wir wollen nicht kultiviert sein und zu der Welt der Konsumenten und Kannibalen gehören! Übergießt uns nicht mit der Schokoladensauce Eurer Interpretationen! Erzieht uns nicht zu Kriechern!“ Im Jahr darauf, 1973, gab es eine festliche Abiturfeier unter dem Motto „Wieder wie früher“.
Im September 2023 feierte die Schule ihren 150. Geburtstag.

## Schulprofil heute
Mit Beginn des Schuljahres 1972/73 wurde an der August-Dicke-Schule ab Klasse 5 die Koedukation eingeführt. Im Januar 1974 wurde die ADS wie alle staatlichen Schulen in städtische Trägerschaft überführt. Es erfolgte eine bauliche Erweiterung – Neubau des Fachraumtrakts, Sporthalle und Sportplatz –, die mit der Einweihung des Sportplatzes 1979 abgeschlossen wurde.
Seit 1984 steht das Gebäude der August-Dicke-Schule mit der Nummer 147 unter Denkmalschutz.
Heute besuchen rund 800 Schülerinnen und Schüler die August-Dicke-Schule (Stand 2018), davon sind 470 in der Sekundarstufe I, 351 in der Sekundarstufe II und 24 in der Seiteneinsteigerklasse.
Mit Beginn des Schuljahres 2003/04 wurde an der ADS eine Klasse mit mathematisch-naturwissenschaftlichem Profil eingerichtet. Seit Beginn des Schuljahres 2010/11 wird ein weiterer Kurs mit künstlerisch-musischem Schwerpunkt angeboten.
Ein Foto des Pausenhofes der ADS war im Sommer 2020 das Titelfoto des Google-Magazins Aufbruch – Mensch und Wirtschaft im digitalen Wandel. In der Titelgeschichte des Heftes berichtete eine Lehrerin der ADS von ihren Erfahrungen mit Google Classroom. Im April 2023 wurde der Hof der Schule neu gestaltet, indem acht Rot-Ahorne gepflanzt wurden.

## Ehemalige Schüler
Ehemalige bekannte Schüler der ADS sind die Malerinnen Bettina Heinen-Ayech und Anneliese Everts, die Medizin-Professorin Emmi Hagen, die Initiatorin der Buddy-Bär-Aktivitäten Eva Herlitz, die Politikwissenschaftlerin Hiltrud Naßmacher, die Bildhauerin Gertrud Kortenbach, der Baseballer Kai Gronauer und der Fußballer Christoph Kramer.
Jenny Gusyk besuchte das Lyzeum an der Friedrichstraße, die Vorläuferschule der ADS. Sie wurde als erste Studentin und erste Ausländerin an der Universität zu Köln immatrikuliert. Wegen ihrer jüdischen Herkunft wurde sie 1944 in Auschwitz ermordet.